# Bernd Cullmann

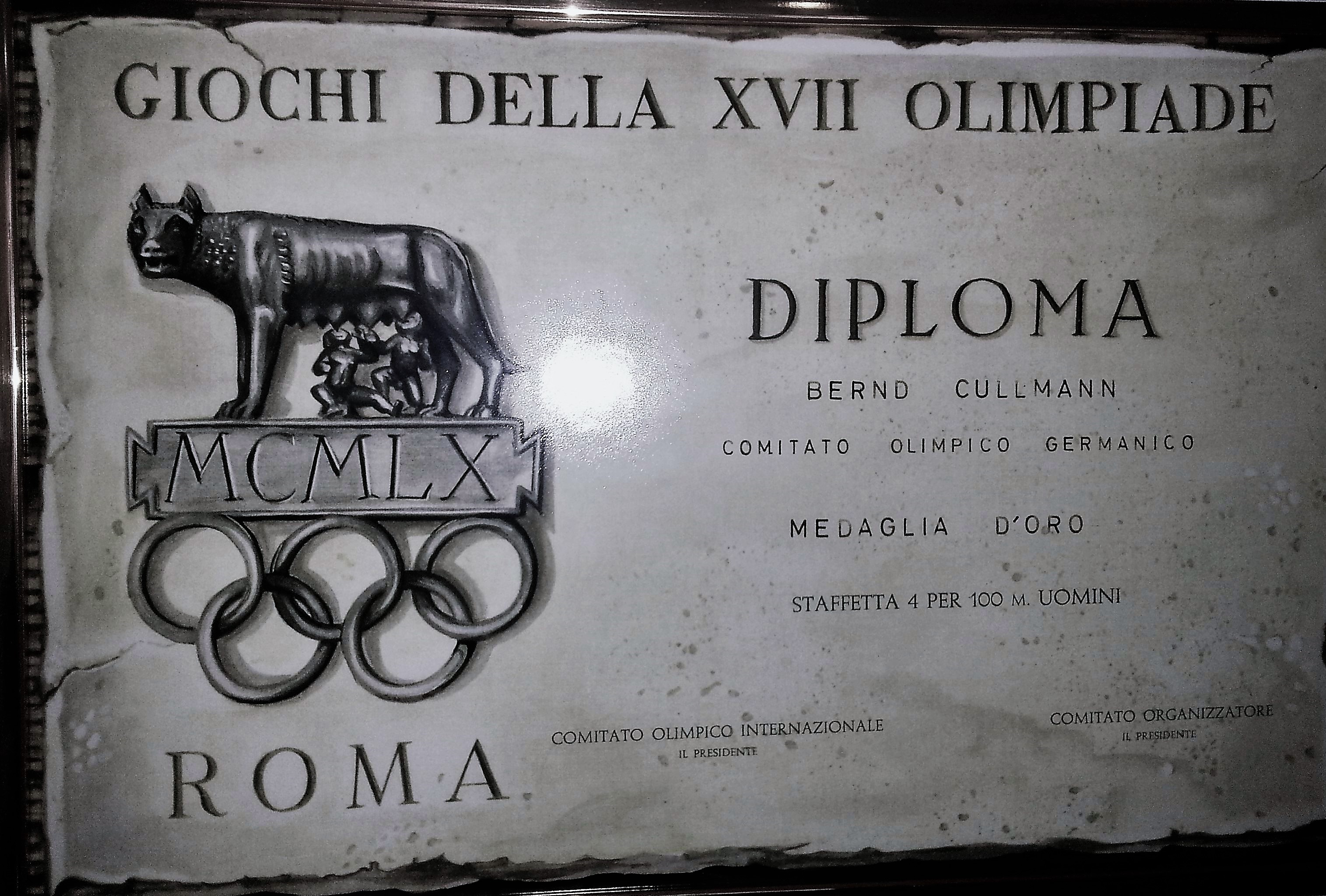
Verleihungsurkunde Olympia 1960

Bernd Cullmann (* 11. Oktober 1939 in Idar-Oberstein; † 13. Januar 2025 ebenda) war ein deutscher Leichtathlet, Olympiasieger bei den Spielen 1960 in Rom.

## Leben
Bei den Olympischen Spielen 1960 in Rom wurde Cullmann mit der deutschen Staffel Olympiasieger im 4-mal-100-Meter-Lauf (39,5 s; zusammen mit Armin Hary, Walter Mahlendorf und Martin Lauer; Bernd Cullmann als Startläufer). Die deutsche Staffel wurde bei diesem Rennen Zweite, allerdings wurde die im Ziel führende Staffel der USA wegen eines Wechselfehlers disqualifiziert. Sowohl im Vorlauf als auch im Endlauf egalisierte die deutsche Staffel mit 39,5 s den bestehenden Weltrekord. Zusammen mit seinen Mitläufern der 4-mal-100-Meter-Staffel erhielt er 1960 das Silberne Lorbeerblatt.
Nachdem Cullmann von den Olympischen Spielen zurückkam, wurde für ihn in Idar-Oberstein ein Siegerempfang abgehalten. Dazu wurden die Schulen und Betriebe der Stadt geschlossen und die Bevölkerung eingeladen. Mehrere tausend Menschen waren gekommen.
Die leistungssportliche Karriere von Bernd Cullmann umfasste die Zeit von 1959 bis 1961. Bernd Cullmann startete für den ASV Köln. In seiner aktiven Zeit war er 1,80 m groß und wog 71 kg.
Nach Beendigung seiner sportlichen Laufbahn ging er seinem Beruf als Edelsteinschleifer nach, den er als Familientradition in dritter Generation ausübte.
Im Foyer der Stadtverwaltung von Idar-Oberstein sind seit 2009 die Goldmedaille sowie zahlreiche Fotos und Presseartikel über Cullmanns Erfolge dauerhaft ausgestellt. Dies war das erste Mal in der Geschichte des Deutschen Olympischen Sportbundes, dass ein Sieger seine Medaille an seine Heimatstadt übergab.